# Rancennes
Rancennes és un municipi francès situat al departament de les Ardenes i a la regió del Gran Est. L'any 2007 tenia 722 habitants.

## Demografia

### Població
El 2007 la població de fet de Rancennes era de 722 persones. Hi havia 283 famílies de les quals 68 eren unipersonals (40 homes vivint sols i 28 dones vivint soles), 76 parelles sense fills, 123 parelles amb fills i 16 famílies monoparentals amb fills.
La població ha evolucionat segons el següent gràfic:
Habitants censats

### Habitatges
El 2007 hi havia 376 habitatges, 285 eren l'habitatge principal de la família, 70 eren segones residències i 21 estaven desocupats. 303 eren cases i 13 eren apartaments. Dels 285 habitatges principals, 176 estaven ocupats pels seus propietaris, 104 estaven llogats i ocupats pels llogaters i 5 estaven cedits a títol gratuït; 3 tenien dues cambres, 12 en tenien tres, 79 en tenien quatre i 191 en tenien cinc o més. 232 habitatges disposaven pel capbaix d'una plaça de pàrquing. A 110 habitatges hi havia un automòbil i a 148 n'hi havia dos o més.

### Piràmide de població
La piràmide de població per edats i sexe el 2009 era:
| Homes | Edats   | Dones |
| ----- | ------- | ----- |
| 0     | 95 o +  | 0     |
| 4     | 90 a 94 | 4     |
| 0     | 85 a 89 | 0     |
| 0     | 80 a 84 | 4     |
| 0     | 75 a 79 | 8     |
| 12    | 70 a 74 | 12    |
| 12    | 65 a 69 | 20    |
| 4     | 60 a 64 | 4     |
| 4     | 55 a 59 | 0     |
| 24    | 50 a 54 | 24    |
| 44    | 45 a 49 | 20    |
| 24    | 40 a 44 | 36    |
| 52    | 35 a 39 | 52    |
| 40    | 30 a 34 | 36    |
| 44    | 25 a 29 | 32    |
| 16    | 20 a 24 | 4     |
| 52    | 15 a 19 | 32    |
| 40    | 10 a 14 | 32    |
| 48    | 5 a 9   | 32    |
| 20    | 0 a 4   | 28    |

## Economia
El 2007 la població en edat de treballar era de 506 persones, 359 eren actives i 147 eren inactives. De les 359 persones actives 318 estaven ocupades (200 homes i 118 dones) i 42 estaven aturades (13 homes i 29 dones). De les 147 persones inactives 42 estaven jubilades, 38 estaven estudiant i 67 estaven classificades com a «altres inactius».

### Ingressos
El 2009 a Rancennes hi havia 251 unitats fiscals que integraven 703 persones, la mediana anual d'ingressos fiscals per persona era de 20.577 €.

### Activitats econòmiques
Dels 5 establiments que hi havia el 2007, 1 era d'una empresa de construcció, 1 d'una empresa d'hostatgeria i restauració, 1 d'una empresa financera, 1 d'una empresa de serveis i 1 d'una empresa classificada com a «altres activitats de serveis».
L'únic servei als particulars que hi havia el 2009 era un paleta.

## Equipaments sanitaris i escolars
El 2009 hi havia una escola elemental.

## Poblacions més properes
El següent diagrama mostra les poblacions més properes.